# Татлысес, Ибрагим
Ибраги́м Татлысе́с (тур. İbrahim Tatlıses; род. 1952) — турецкий певец в стиле арабеска. Исполняет песни на турецком и курдском. Считается обладателем одного из сильнейших голосов Турции, признанный авторитет в музыке Ближнего Востока.
Голос Ибрахима Татлысеса является уникальным по своим данным: исполнитель по сути «властвует» над ним, покрывает несколько диапазонов, в связи с чем ему удаётся исполнять песни различных музыкальных конструкций и жанров.
В народе прозван «Императором» турецкой музыки. Популярность Татлысес завоевал далеко за пределами Турции: страны Закавказья, Иран, Ирак, а также в странах арабского Востока и Средней Азии. Четырежды обладатель награды турецкого музыкального конкурса «Kral TV Muzik Odulleri» в номинации «Лучший исполнитель года».
У исполнителя нет ни среднего, ни высшего профессионального музыкального образования. Грамотно читать и писать он научился ближе к 20 годам. Нотную грамоту не знает и по сей день. Несмотря на это, Татлысес исполнял песни не только других композиторов, но и сам написал такие хиты как «Haydi Soyle». Сочетание подобных характеристик делает певца уникальным для турецких и иных слушателей.

## Биография
Родился 1 января 1952 года в Турции в городе Шанлыурфе, в арабо-курдской семье. Фамилия при рождении — «Татлы» (Tatlı), что в переводе с турецкого означает «Сладкий». После того как Ибрахим вышел на сцену, он взял себе псевдоним «Татлысес», что переводится как «Сладкий голос».
Татлысес родился в очень бедной семье и был одним из семерых детей. Долгое время работал на стройке. Именно там его голос однажды услышал один из кинематографистов города Аданы, после чего Ибрагим начал выступать на сценах в различных кафе Аданы, а затем в Анкаре и в Стамбуле.
В 1975 году Татлысес выпустил свою первую пластинку под названием «Ayağında Kundura». Всего выпущено более 40 альбомов певца. Ибрагим Татлысес также снимал и снимался в различных фильмах, продюсировал ток-шоу, работал режиссёром, сценаристом, писал стихи, работал журналистом, композитором. Фирмы, принадлежащие Ибрагиму Татлысесу, специализируются в области строительства, продуктов питания, производства фильмов и музыки, производства техники, туризма, авиации и автомобильного производства, издательского дела и т. п.
На выборах в июле 2007 года Ибрагим Татлысес баллотировался в народные депутаты от Партии Молодёжи по Стамбулу, но не набрал необходимого для избрания минимума голосов.
В середине 2000-х годов Ибрагим Татлысес основал собственный музыкальный телеканал Tatlıses TV, на котором сейчас «крутятся» его клипы, а также клипы популярных турецких эстрадных исполнителей (Мустафа Сандал, Сибель Джан, Махсун Кырмызыгюль, Хюсейн Туран). Также на телеканале транслировалось музыкальное ток-шоу «İbo Show», бессменным ведущим которого Ибрагим Татлысес являлся до начала 2011 года.
14 марта 2011 года, после съёмок «İbo Show» в Стамбуле, на Ибрагима Татлысеса было совершено вооружённое нападение, в результате которого он получил тяжёлое огнестрельное ранение в голову и только чудом остался жив. В выезжающую с территории телецентра на главную дорогу машину певца, из автомобиля, движущегося на высокой скорости по крыше здания, из автомата было выпущено приблизительно 11 пуль. 4 пули попали в Татлысеса, остальные угодили в его помощницу. В Германии певцу были сделаны две операции, одна из которых длилась 4,5 часа. Некоторое время Татлысес находился в коме, после чего проходил длительный курс реабилитации, но окончательно восстановиться ему не удалось до сих пор: нарушены речь и координация движений, левая рука певца практически не функционирует.
Через несколько месяцев после покушения, в сентябре 2011 года, Татлысес, будучи ещё в больничной койке, женился на Айшегюль Йылмаз, с которой находился в романтических отношениях около 12 лет. Однако брак продлился недолго: в начале декабря 2013 года пара развелась из-за измены певца. В апреле 2013 года у Айшегюль Йылмаз и Ибрахима Татлысеса родилась дочь Элиф Ада, которая стала шестым по счёту ребёнком «императора турецкой эстрады».
В апреле 2012 года Татлысес впервые после покушения появился на одной из церемоний на национальном телевидении, где ему вручили приз за «большой успех в творчестве».
Летом 2020 года Ибрагим Татлысес анонсировал своё возвращение на сцену и воссоздание всеми полюбившегося шоу «Ibo Show». Осенью 2020 года вышел первый выпуск программы, побивший рекорды просмотров на турецком телевизионном пространстве.

## Дискография
- 1970: Kara Kız/Beni Yakma Gel Güzelim
- 1974: Sevdim de Sevilmedim
- 1976: Ashab Gecesi
- 1976: Urfa Emektaroğlu Bant Stüdyosu
- 1975: Ayağında Kundura
- 1977: Can Hatice
- 1977: Huzurum Kalmadı
- 1978: Doldur Kardeş İçelim
- 1979: Toprağın Oğlu Sabuha
- 1980: Bir Mumdur
- 1980: Ceylan
- 1981: Gelme İstemem
- 1981: Gülmemiz Gerek
- 1982: Yaşamak Bu Değil
- 1983: Yalan
- 1984: Benim Hayatım
- 1985: Mavi Mavi
- 1986: Gülüm Benim/Gülümse Biraz
- 1987: Allah Allah/Hülya
- 1988: Kara Zindan
- 1988: Fosforlu Cevriyem
- 1989: İnsanlar
- 1990: Söylim mi?
- 1991: Vur Gitsin Beni/Yemin Ettim
- 1992: Ah Keşkem
- 1993: Mega Aşk
- 1994: Haydi Söyle
- 1995: Klasikleri
- 1996: Bende İsterem
- 1996: Türkü Dinle,Söyle,Oyna
- 1998: At Gitsin
- 1999: Selam Olsun
- 2001: Yetmez Mi?
- 2003: Tek Tek
- 2004: Aramam
- 2005: Sizler İçin
- 2006: İmparator Siler de Geçer
- 2007: Bulamadım
- 2008: Neden?
- 2009: Yağmurla Gelen Kadın
- 2011: Hani Gelecektin
- 2014: Tatlıses Klasiği
- 2018: Yaylalar
- 2021: Gelmesin